# Katharina Klafsky

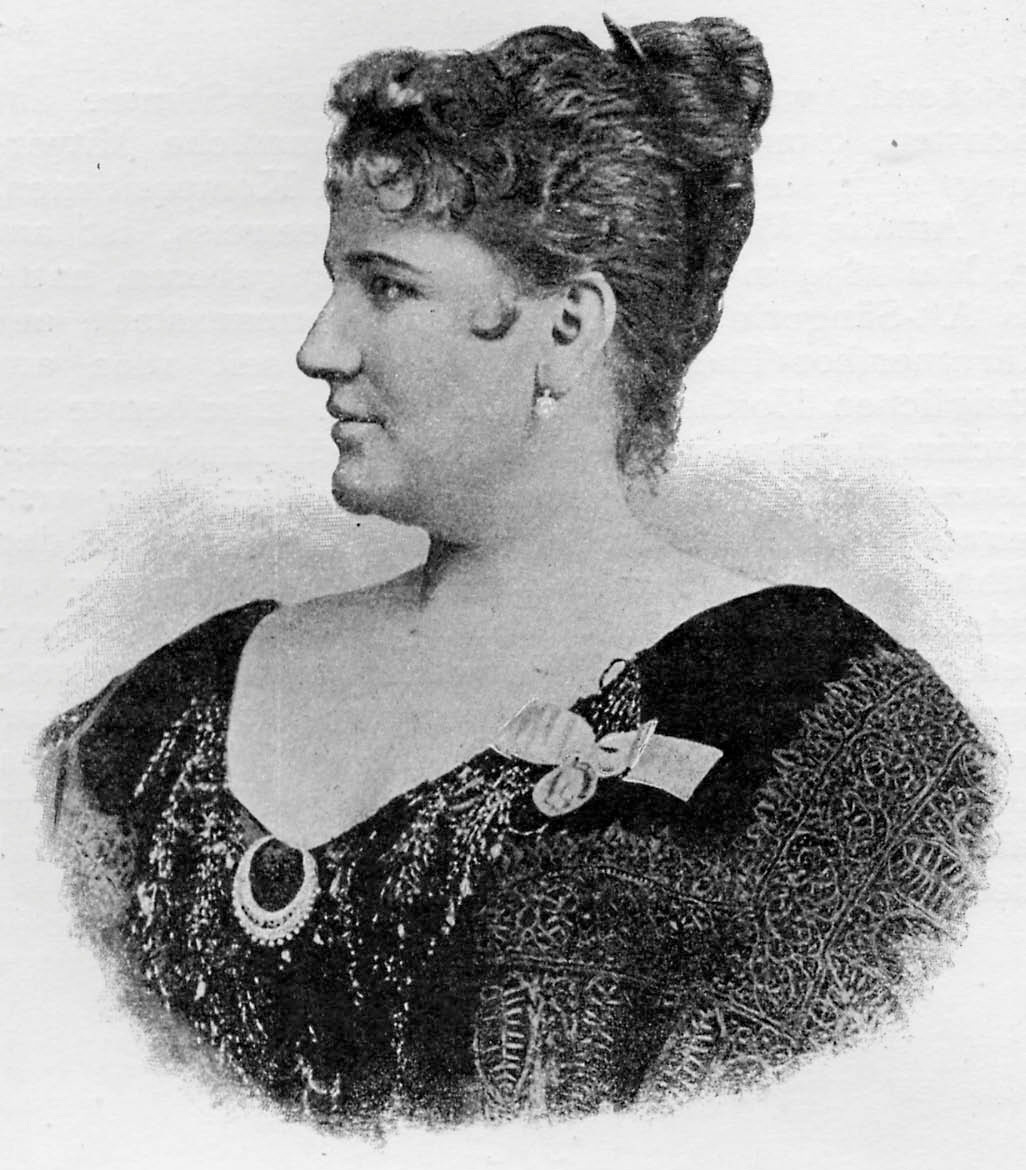
Katharina Klafsky

Katharina Klafsky, auch Katharina Klaffsky (19. September 1855 in St. Johann (Mosonszentjános), Komitat Wieselburg – 22. September 1896 in Hamburg) war eine Opernsängerin (Sopran). 

## Leben
Bereits im Alter von acht Jahren wurde das stimmbegabte Mädchen, die Tochter eines Flickschusters, in den Kirchenchor von St. Johann aufgenommen und sang in den Messen Sopran- und Altsoli. Mit fünfzehn ging sie nach Oedenburg und bald darauf nach Wien, wo sie einige Jahre als Kindermädchen ihr Leben fristete, bis der Organist Neuwirth von der Elisabethkirche auf ihre stimmliche und gesangliche Begabung aufmerksam wurde.
Er brachte sie zu Hasemann, dem Direktor der Komischen Oper, der die junge Magd als Chorsängerin engagierte. Durch die Förderung des Hofkapellmeisters Hellmesberger wurde es ihr ermöglicht, einige Zeit den Unterricht der Mathilde Marchesi zu genießen, dann verließ sie Wien, um als Chorsängerin an das Salzburger Stadttheater zu gehen, dessen Leiter die begabte Anfängerin auch in kleinen Opern- und Operettenpartien beschäftigte.
Nach Beendigung der Spielzeit 1875/76 verheiratete sie sich mit dem Kaufmann Liebermann, dem sie nach Leipzig folgte. Im Herbst 1876, nach Trennung der Ehe, wurde die junge Frau von Angelo Neumann, dem Operndirektor des Leipziger Stadttheaters, mit bescheidener Gage „für Chor und kleine Rollen“ engagiert.
Bis 1879 wurde sie, entsprechend ihrer nur ganz allmählich vorwärts schreitenden gesanglichen Ausbildung (bei Rebling, Sucher und Paul Geisler, sowie später Hey) vorwiegend nur in sehr kleinen Partien beschäftigt („Brautjungfer“, „erster Knabe“ in „Zauberflöte“, „Waltraute“ in „Walküre“ etc.); im September 1879 sang sie dann zum ersten Male die „Wellgunde“ in „Rheingold“ und im Oktober desselben Jahres als erste große Wagnerrolle die „Venus“ im „Tannhäuser“.
Hieran schlossen sich 1880 und 1881 die „Alice“ in „Robert der Teufel“, die „Erste Dame“ in der „Zauberflöte“, die „Recha“ in Halévys „Jüdin“, die „Bertha“ im „Prophet“ und die „Brangäne“ in „Tristan und Isolde“ (erste Aufführung in Leipzig am 2. Januar 1882). Während des Jahres 1882 war sie Mitglied von Angelo Neumanns Richard Wagner-Truppe (Aufführung der Ring-Tetralogie in allen europäischen Großstädten) und übernahm neben und in Vertretung ihrer Freundin Hedwig Reicher-Kindermann die Partien der „Sieglinde“ und „Brünhilde“. 1883, nach überstandener schwerer Krankheit, trat sie unter Neumanns Direktion in den Verband des Bremer Stadttheaters, dem sie bis 1886 angehörte.
Unter Anton Seidls und Paul Geislers Leitung entwickelte sie sich hier zu einer dramatischen Sängerin allerersten Ranges. Mit jedem Auftreten entfaltete sich ihre umfangreiche Stimme voller und glänzender. Jetzt erst gewann ihr Gesang den großen, fortreißenden Zug, die aus tiefstem Innern strömende Beseelung und elementare Leidenschaftlichkeit, ihr Spiel jene überzeugende Wahrheit, die von da ab allen Leistungen der genialen Sängerin eigentümlich waren.
Als sie 1886 Mitglied des Hamburger Stadttheaters wurde, dessen größte Zierde sie zehn Jahre blieb, beherrschte sie neben den großen Wagnerpartien das gesamte klassische Repertoire. Besonders in den hochdramatischen Rollen entfaltete sie die Macht und Fülle ihres wunderbar ausdrucksfähigen Soprans in hinreißenden und erschütternden Akzenten. In allen Partien wurde sie eines mit dem dargestellten Charakter und erweckte durch die Wahrheit und suggestive Kraft ihres Spiels vollkommene Illusionen. Ihr „Fidelio“, ihre „Isolde“, „Brünhilde“, „Elisabeth“, „Senta“, „Eva“, „Ortrud“ und „Elsa“ in den Wagnerschen Musikdramen, ihre „Eglantine“, „Recha“, „Rezia“, „Aida“, „Alceste“, „Norma“, „Valentine“, „Donna Anna“, „Frau Fluth“ etc. entsprachen bis ins kleinste dem dichterischen und musikalischen Urbild, trugen aber in vielen charakteristischen Einzelzügen den Stempel einer genialen Eigenart.
„Sie gehörte zu den Wenigen“, so heißt es in einem der ihr gewidmeten Nachrufe, „welche die Gestalten des musikalischen Dramas mit ihrem eigensten Leben und ihrer Persönlichkeit zu erfüllen vermögen, weil sie ein eigenstes Leben und eine große Persönlichkeit besitzen. Was die Wilhelmine Schröder-Devrient ihrer Zeit gewesen, das konnte die Kunst der K. vor unserem Auge und Ohr lebendig werden lassen. Was sie gab, das baute sie auf aus den geheimnisvollen Mächten der Seele. So war sie immer die gewaltige Zauberin, welche die Herzen zu trösten, zu begeistern und zu erschüttern wusste“.

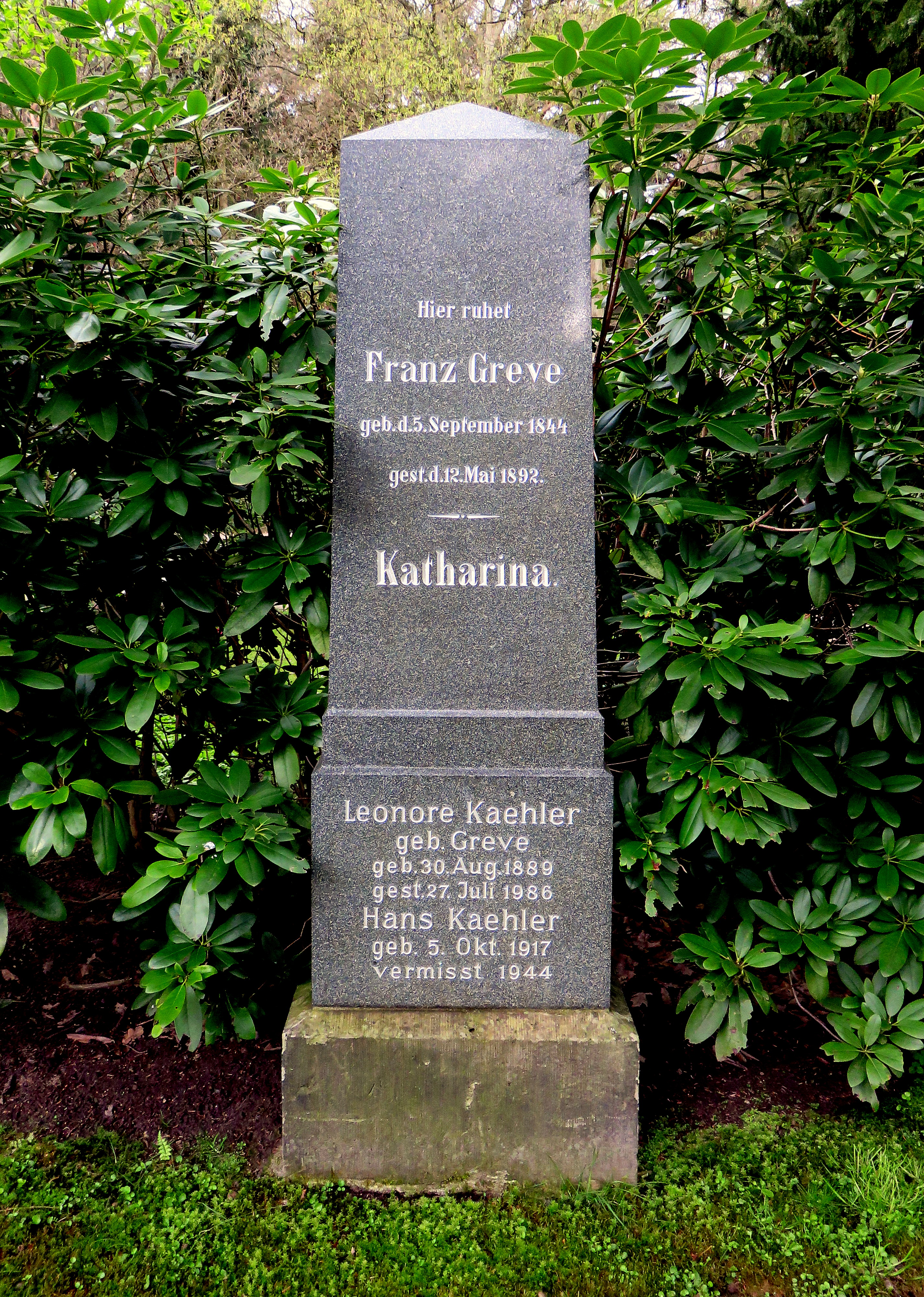
Grabstein im Garten der Frauen auf dem Friedhof Ohlsdorf

Wie in Hamburg, Berlin und den übrigen deutschen Großstädten (Musteraufführungen in Stuttgart, München, Coburg etc., Musikfeste in Köln, Aachen, Schwerin und Stuttgart), so hat sie auch in Österreich, Frankreich, England, Italien, Russland, Holland und Amerika durch zahlreiche Gastspiele ihrer Kunst begeisterte Verehrer gewonnen. Die größten Triumphe feierte sie noch 1895, ein Jahr vor ihrem Tode, in Amerika. Die dortigen Zeitungen nannten sie die idealste „Isolde“ und „Brünhilde“, die größte Wagner-Interpretin ihrer Zeit, die gewaltigste „Leonore“ (Fidelio), mit der sich keine von allen Primadonnen der Neuzeit messen könne. Ihr Erfolg in allen größeren Städten der Union sei ein wunderbarer gewesen, wie ihn in den letzten 20 Jahren, seit Therese Tietjens und der jungen Patti, kein Künstler erzielt habe. Als sie nach der Heimkehr am 22. September 1896 unerwartet an den Folgen eines in Amerika erlittenen Sturzes in Hamburg starb, bewegte der Verlust dieser eminenten Sängerin alle Kreise Hamburgs aufs tiefste.
In zweiter Ehe war sie mit dem Baritonisten Franz Greve, in dritter mit dem Kapellmeister Otto Lohse vermählt. Ihr Grabstein steht im Garten der Frauen auf dem Ohlsdorfer Friedhof in Hamburg.